# Уголіно дела Герардеска

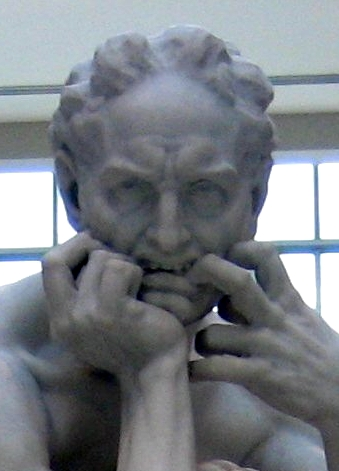
Деталь скульптури Жана-Батиста Карпо: Уголіно гризе пальці (1861). Малий палац (Париж)

Уголіно дела Герардеска, граф Доноратіко (італ. Ugolino della Gherardesca; бл. 1220—1289) — повалений правитель Пізи, голова гвельфської партії міста. Фігурує в «Божественній комедії» Данте («Пекло» 32:124-33:90), де розповідається про його смерть разом з синами від голоду.

## Біографія
Народився у знатній сім'ї, відомій з VIII ст., нащадки якої продовжують жити в Італії до цього часу. Після того як у 1249 році король Енцо Сардинський (незаконний син імператора Фридріха II) був узятий в полон, Уголіно був назначений губернатором Сардинії (1252) і залишався на цій посаді, доки острів не був захоплений Генуєю (1259). Після цього він успадкував графський титул Доноратіко та став головою своєї родини. В 1271 році видав свою сестру (чи дочку) за Джованні Висконті, суддю Галури, представника пізанської гілки Висконті, які були на стороні гвельфів. Це викликало підозри гібелінів.
У 1274 році в місті почався безлад, який призвів до арешту Уголіно та Джованні Висконті. Їх звинуватили у заговорі з метою підірвати уряд Пізи та, отримавши підтримку від тосканських гвельфів, узурпувати владу. Уголіно був ув'язнений у в'язницю, а Джованні висланий та вмер. Уголіно скоро звільнили та також вислали з Пізи. У вигнанні він одразу розпочав інтриги з гвельфськими Флоренцією та Луккою. За допомогою Карла I Анжуйського він напав на рідне місто та змусив його до миру на невигідних умовах, змусивши також пробачити себе та інших гвельфів. Після повернення Уголіно спочатку тримався осторонь від політики, але наполегливо працював, щоб поширити свій вплив.
Граф Уголіно, разом з Андреотто Сарачині, був одним з командуючих флотом Альберто Морозині, подести Пізи, під час битви пізанців з генуєзцями при Мелорії (6 серпня 1284 року), після поразки, де 7 пізанських кораблів було потоплено та 28 захопленно (з 11 тис. полонених, включаючи подесту), зумів втекти з поля бою разом з декількома кораблями. Його вчинок був оцінений як зрада (в джерелах починаючи з XVI ст.), так як скориставшись ослаблення рідного міста у результаті поразки, він зумів захопити в ньому владу.

### При владі

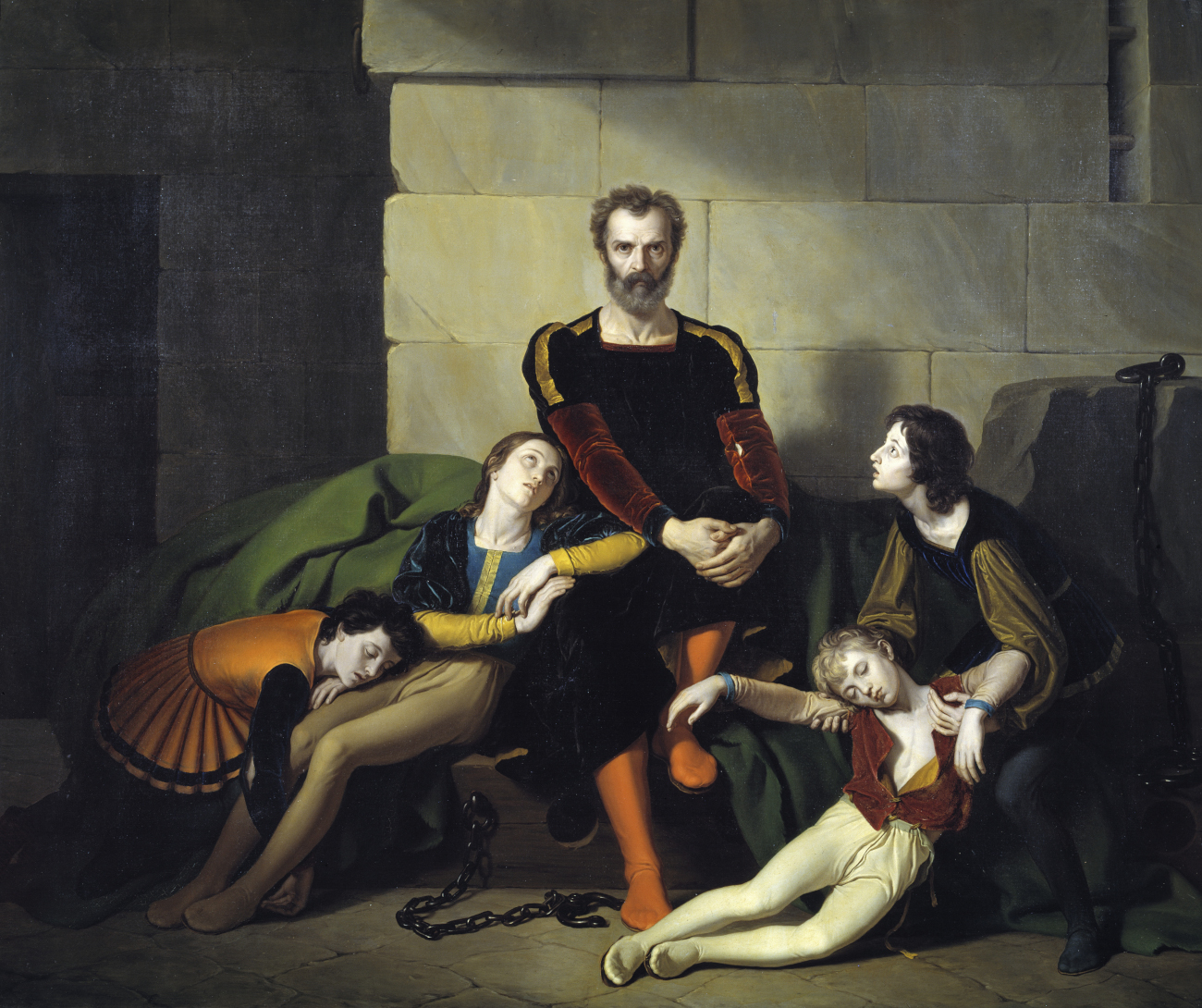
Джузеппе Діотті. «Уголіно з синами», 1820.

Став подестою Пізи у жовтні 1284 року, народним капітаном — з лютого 1285 року. В його правління були видані статути Пізи (1284). Його підтимували пополани. Він зумів встановити жорстку тиранію та, будучи главою гвельфської партії, боролися з гибелінами, бік яких традиційно тримала Піза. Ціною територіальних поступок він добився миру з ворогами Пізи, Флоренцією та Генуєю: аби попередити розгром Пізи гвельфською коаліціею, Уголіно поступився трьома замками Флоренції та п'ятеро замків Луцці, за що вороги оголосили його зрадником. Але місто він врятував. Він відмовився від деяких умов запропонованого Генуєю миру, так як це мало на увазі повернення полонених нею пізанців, більшість з яких було гибелінами та стали б перешкоджати його владі.
В 1285 році він поділив владу з своїм племінником (або онуком) Ніно Вісконті, сином покійного Джованні, проте скоро між ними почались суперечки. Архієпископ Пізи Руджері дельі Убальдині під маскою дружби з Уголіно та обіцяючи йому підтримку в боротьбі з Ніно, таємно вів інтригу проти обох. Зрештою, в 1287 році Ніно розпочав переговори з гібелінами, а Убальдо вигнав його з міста разом з рядом гибелінських родин, зруйнував їхні палаци та зайняв ратушу, де проголосив себе головою міста.
У квітні того ж року він знов відмовився на мир с Генуєю, хоча ту вже влаштовували фінансові компенсації. Уголіно все ще боявся повернення захоплених пізанців, які теж бачили в ньому причину свого довгого перебування в полоні та поклялись помститись йому.
В 1288 році в Пізі почалося народне повстання через суттєве збільшення цін, яке викликало нестачу харчів. Під час одного з цих бунтів Уголіно вбив племінника настроєного проти нього архієпископа Руджері. 1 липня 1288 року, після того як він залишив збори, де обговорювався мир з Генуєю, на Уголіно та його послідовників напали. Він зник у ратуші та відбив всі напади. Архієпископ оголосив його зрадником та підняв народ, котрий підпалив ратушу. Уголіно здався, його син був вбитий. Руджері був проголошений подестом (але скоро був зміщений).